# Montenegro op het Eurovisiesongfestival

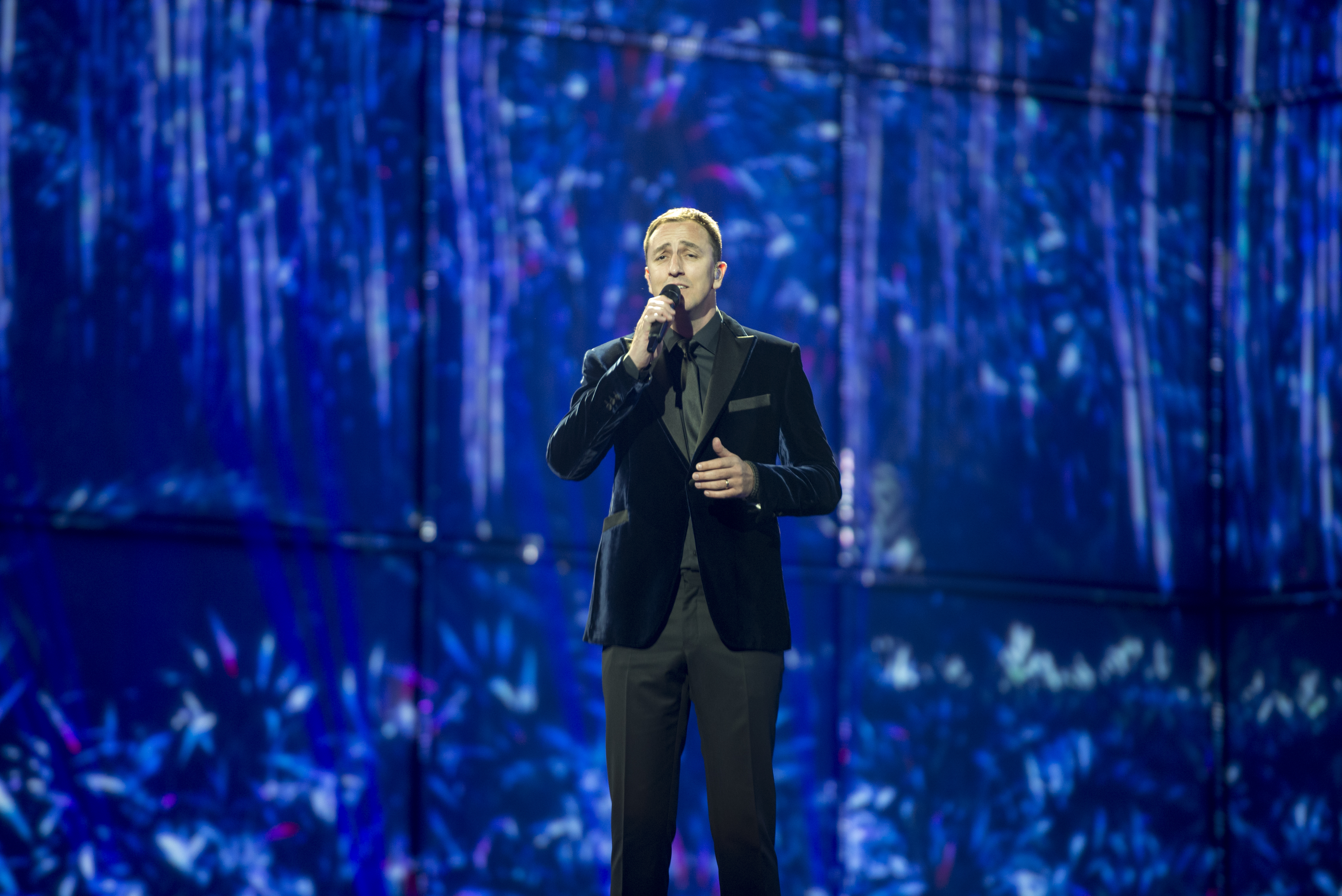
Sergej Ćetković in Kopenhagen (2014)

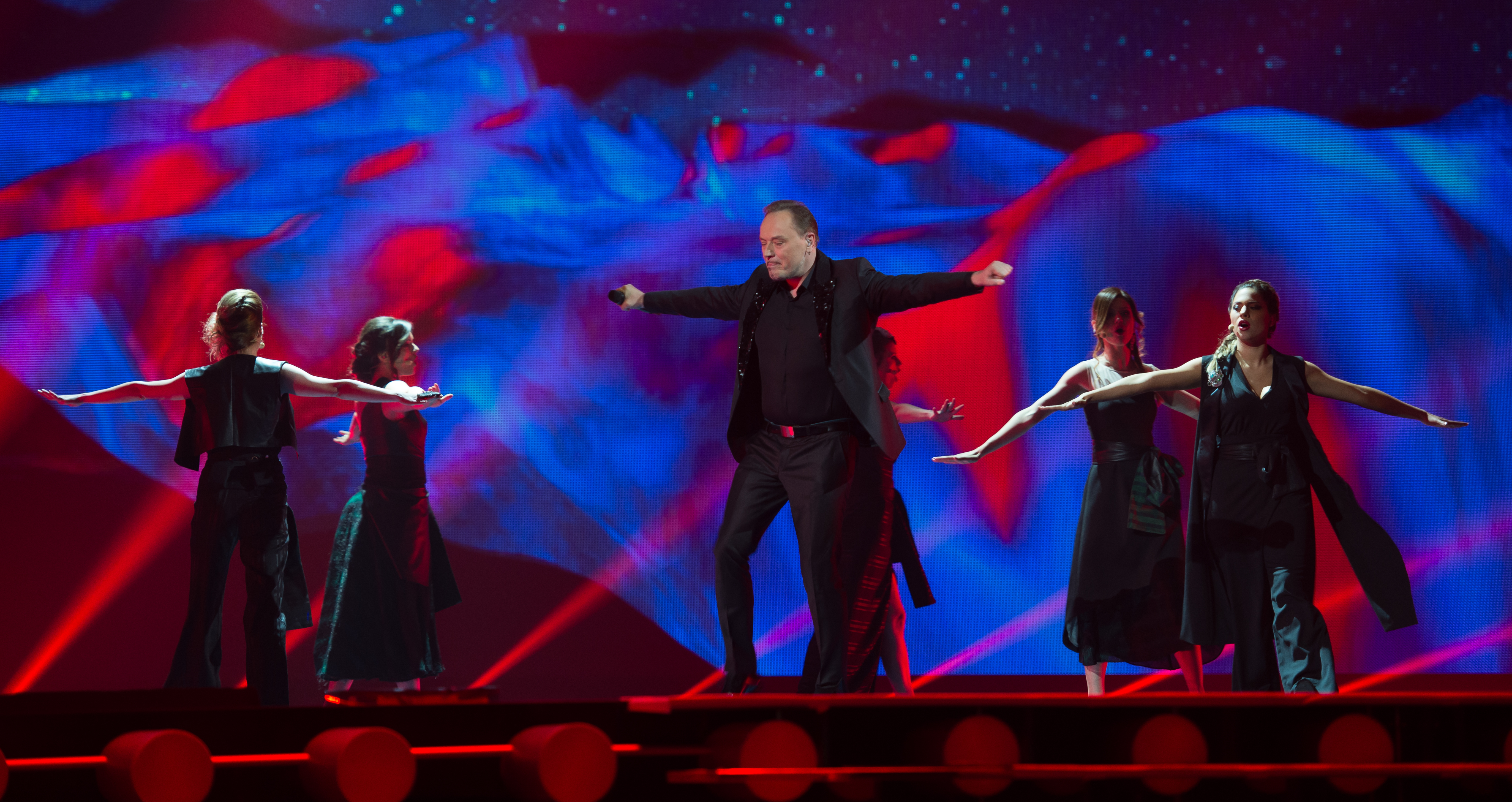
Knez in Wenen (2015)

Montenegro doet als onafhankelijk land sinds 2007 mee aan het Eurovisiesongfestival.

## Geschiedenis
Montenegro begon zijn loopbaan op het Eurovisiesongfestival in feite al als onderdeel van de republiek Joegoslavië, dat tussen 1961 en 1992 27 keer aan het songfestival deelnam. Na het uiteenvallen van Joegoslavië was Montenegro in 2004 en 2005 op het songfestival aanwezig als onderdeel van de confederatie Servië en Montenegro. 
(Zie ook: Joegoslavië op het Eurovisiesongfestival en Servië en Montenegro op het Eurovisiesongfestival).
Nadat Montenegro zich in 2006 van Servië afscheidde, trad het op het songfestival van 2007 voor het eerst aan als onafhankelijk land. 

### Resultaten
Het debuterende Montenegro kwam bij het Eurovisiesongfestival 2007 slecht uit de bus; Stevan Faddy strandde in de halve finale op de 23ste plaats met het lied Hajde kroči. Het land twijfelde aan deelname voor het Eurovisiesongfestival 2008, maar bevestigde uiteindelijk zijn deelname. Vanwege het uitblijven van goede resultaten was Montenegro afwezig in 2010 en 2011.
In 2012 keerde het Balkanland terug op het Eurovisiesongfestival. Rambo Amadeus werd intern gekozen om zijn land te vertegenwoordigen in Bakoe, Azerbeidzjan. Hij mocht de eerste halve finale van het songfestival van dat jaar openen met zijn lied Euro neuro. Montenegro strandde hiermee op de 15de plaats in de halve finale en werd daarmee uitgeschakeld. Montenegro deed ook in 2013 mee, maar de groep Who See was met het lied Igranka evenmin succesvol. De inzending belandde bij de televoters op de vierde plaats, maar de jury zette de act in de onderste regionen, waardoor het land uiteindelijk toch niet doorstootte naar de finale.
In 2014 wist Montenegro voor het eerst een finaleplaats te behalen met Sergej Ćetković en diens lied Moj svijet. In de finale eindigde hij op de 19e plaats. In 2015, in de Oostenrijkse hoofdstad Wenen, wist Knez zich eveneens voor de finale te kwalificeren. Met het nummer Adio werd hij dertiende, wat tot op heden de hoogst behaalde positie is voor Montenegro.
Sedertdien wist het land zich nooit meer te plaatsen voor de finale.

## Montenegrijnse deelnames
| Jaar | Artiest                  | Titel                   | Fin. | Ptn. | Semi | Ptn. | Taal                |
| ---- | ------------------------ | ----------------------- | ---- | ---- | ---- | ---- | ------------------- |
| 2007 | Stevan Faddy             | Hajde kroči             | X    | X    | 23   | 33   | Montenegrijns       |
| 2008 | Stefan Filipović         | Zauvijek volim te       | X    | X    | 14   | 23   | Montenegrijns       |
| 2009 | Andrea Demirović         | Just get out of my life | X    | X    | 11   | 44   | Engels              |
| 2012 | Rambo Amadeus            | Euro neuro              | X    | X    | 15   | 20   | Engels              |
| 2013 | Who See feat. Nina Žižić | Igranka                 | X    | X    | 12   | 41   | Montenegrijns       |
| 2014 | Sergej Ćetković          | Moj svijet              | 19   | 37   | 7    | 63   | Montenegrijns       |
| 2015 | Knez                     | Adio                    | 13   | 44   | 9    | 57   | Montenegrijns       |
| 2016 | Highway                  | The real thing          | X    | X    | 13   | 60   | Engels              |
| 2017 | Slavko Kalezić           | Space                   | X    | X    | 16   | 56   | Engels              |
| 2018 | Vanja Radovanović        | Inje                    | X    | X    | 16   | 40   | Montenegrijns       |
| 2019 | D Mol                    | Heaven                  | X    | X    | 16   | 46   | Engels              |
| 2022 | Vladana                  | Breathe                 | X    | X    | 17   | 33   | Engels en Italiaans |
| 2025 | Nina Žižić               | Dobrodošli              | X    | X    | 16   | 12   | Montenegrijns       |

| Kleur | Betekenis      |
| ----- | -------------- |
|       | Eerste plaats  |
|       | Tweede plaats  |
|       | Derde plaats   |
|       | Laatste plaats |
|       | Gastland       |

## Punten
Periode 1998-2025. Punten uit halve finales zijn in deze tabellen niet meegerekend.
| Plaats | Land     | Punten |
| ------ | -------- | ------ |
| 1      | Servië   | 138    |
| 2      | Albanië  | 91     |
| 3      | Italië   | 78     |
| 4      | Rusland  | 70     |
| 5      | Oekraïne | 50     |

| Plaats | Land            | Punten |
| ------ | --------------- | ------ |
| 1      | Armenië         | 20     |
| 2      | Slovenië        | 17     |
| 3      | Noord-Macedonië | 16     |
| 4      | Servië          | 12     |
| 4      | Albanië         | 12     |

### Twaalf punten gegeven aan Montenegro
| Aantal | Land            | Wanneer |
| ------ | --------------- | ------- |
| 1      | Armenië         | 2014    |
| 1      | Noord-Macedonië | 2014    |
| 1      | Servië          | 2015    |

### Twaalf punten gegeven door Montenegro
| Jaar | Land                  | Jaar | Land                        |
| ---- | --------------------- | ---- | --------------------------- |
| 2007 | Servië                | 2016 | Malta (j) Servië (t)        |
| 2008 | Servië                | 2017 | Griekenland (j) Kroatië (t) |
| 2009 | Bosnië en Herzegovina | 2018 | Servië (j+t)                |
| 2012 | Servië                | 2019 | Servië (j+t)                |
| 2013 | Azerbeidzjan          | 2022 | Servië (j+t)                |
| 2014 | Hongarije             | 2025 | Griekenland (j) Albanië (t) |
| 2015 | Servië                |      |                             |

(j) = vakjury; (t) = televoting
2007 · 2008 · 2009 · 2010-2011 · 2012 · 2013 · 2014 · 2015 · 2016 · 2017 · 2018 · 2019 · 2020-2021 · 2022 · 2023-2024 · 2025